# Smiles of Fortune
Smiles of Fortune è un cortometraggio muto del 1914 diretto da Arthur Hotaling, basato su un soggetto di Emmett C. Hall.

## Produzione
Il film fu prodotto dalla Lubin Manufacturing Company.

## Distribuzione
Distribuito dalla General Film Company, il film - un documentario della lunghezza di 180 metri - uscì nelle sale cinematografiche USA il 12 gennaio 1914. Nelle proiezioni, veniva programmato con il sistema dello split reel, accorpato in un'unica bobina con un altro cortometraggio prodotto dalla Lubin, il documentario Tobacco Industry.